# Jorge Puccinelli Converso
Jorge Puccinelli Converso (Lima, 7 de enero de 1920 - 18 de octubre de 2012) fue docente, catedrático, historiador y bibliotecario, tuvo los grados de bachiller en humanidades y abogado y doctor en Literatura.

## Biografía
Egresado del Colegio Antonio Raimondi (1935), inició estudios superiores en la U. M. de San Marcos, en cuya Biblioteca Central prestó servicios bajo la dirección de Jorge Basadre; pero los prosiguió en la U. Católica (1937). Optó en esta los grados de Br. en Humanidades (1946) y Dr. en Literatura (1953), con tesis sobre Francisco de Vitoria y La enseñanza de la literatura; y luego de optar el de Br. en Derecho, con una disertación sobre La reelección De Indis, recibiose como Abogado (1947).
Siendo estudiante universitario, y en compañía de Francisco Miró Quesada Cantuarias, Arnaldo Cano, Javier Pérez de Cuéllar y Fernando Cabieses, fue fundador del Centro Perú que mantuvo una academia preparatoria y un colegio nocturno gratuitos (1938), donde enseñó cursos de Lengua y Literatura, lo mismo que en los colegios Antonio Raimondi, Divino Maestro, Alfonso Ugarte, Militar Leoncio Prado y Melitón Carbajal (1939-1948).
En la Facultad de Letras de la U. Católica regentó la cátedra de Literatura Moderna (1942-1960), siendo decano interino de esa facultad y, además, ejerció docencia en la Escuela Nacional de Bibliotecarios, la Escuela Militar (1951) y la Academia Diplomática (1951-1962).
Incorporado a la Facultad de Letras de la U. M. de San Marcos, donde laboró entre 1949 y 1990, asumió inicialmente (l-IV-1949) la cátedra de Literatura Contemporánea y la dirección de un seminario de Literatura Peruana; ejerció la dirección de la biblioteca (1952-1961); fue elegido decano (1961-1964), correspondiéndole trasladar la facultad a su nuevo local de la Ciudad Universitaria; dirigió el Instituto de Investigaciones Peruanistas Raúl Porras Barrenechea (1965-1975); y fue jefe del Dep. Académico de Literatura (1981-1983).
Paralelamente a sus labores docentes, desempeñó la secretaría de redacción de la revista Mercurio Peruano (1939-1950) y colaboró en el diario La Prensa (1940-1946), en el que fundó y dirigió la Página del Libro, suplemento dominical de información y crítica bibliográfica a mérito del cual se le otorgó el Premio Nacional. de Cultura en el género periodístico (1946); y fue fundador y editor de Letras Peruanas (1951-1963), revista de humanidades.

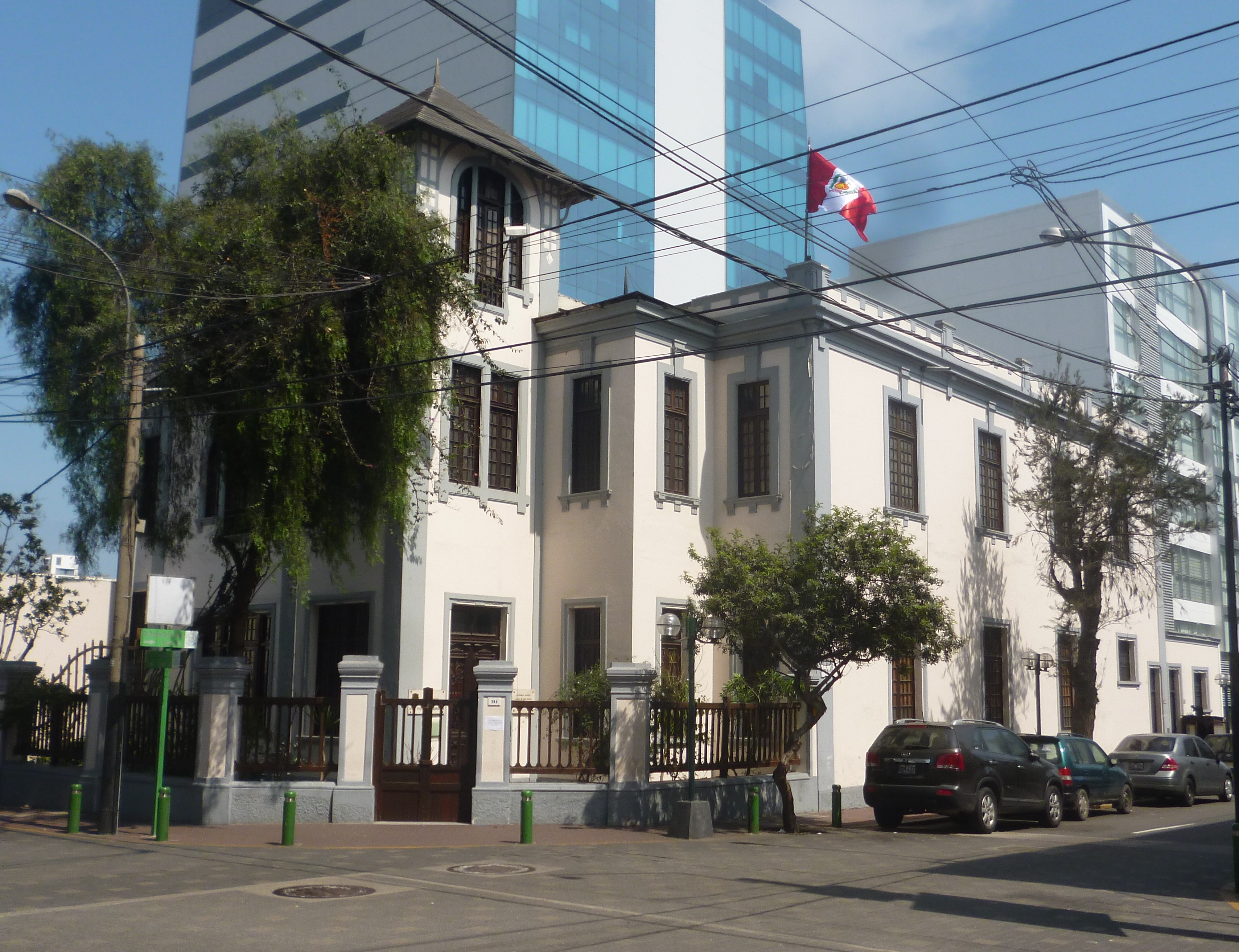
Vista exterior del Instituto Raúl Porras Barrenechea: Centro de Altos Estudios y de Investigaciones Peruanas, del cual el Dr. Puccinelli fue director. Actualmente cumple las funciones de casa-museo, biblioteca especializada y centro de investigaciones.

Por iniciativa suya se creó el Instituto Raúl Porras Barrenechea: Centro de Altos Estudios y de Investigaciones Peruanas de la U. M. de San Marcos. Fue elegido miembro de la junta directiva del Colegio de Abogados que presidió el Dr. José León Barandiarán (1954-1955); presidente fundador del Cine Club de Lima (1953-1954); presidente del Patronato Ricardo Palma, que tiene a su cargo la custodia del museo dedicado al tradicionista; miembro de la Comisión Peruana de UNESCO; miembro de la Academia Peruana de la Lengua (1993) y miembro correspondiente de la Academia Carioca de Letras, de la Academia Española de la Lengua.
Ha merecido tres premios nacionales de cultura: el Javier Prado por su Historia de la Literatura; el Antonio Miró Quesada por sus ensayos, artículos y notas críticas; y el Toribio Rodríguez de Mendoza por su trabajo Introducción a los estudios literarios.
Además, ha recibido las Palmas Académicas en el grado de Amauta y el reconocimiento del gobierno de Italia y del municipio de Viña del Mar. Y, retirado ya de la docencia (1988), asumió la dirección del Archivo Nacional.
El Colegio italiano Antonio Raimondi, para recordar este grande "raimondino" en el primer aniversario de su fallecimiento, ha organizado el "primer premio literario" de cuentos y poemas para estudiantes de los colegios del Perú. El 30 de octubre de 2013 participarán a la premiación la escritora italiana Martina Evangelisti, ganadora del premio Campiello 2012, y los dos grandes poetas peruanos Marco Martos y Carlos German Belli.

## Obras
- Ensayo de una visión integral de Palma (1936)
- Esquema de la historia literaria (1940)
- Los estudios estilísticos en América (1942)
- Literatura, filología, historia literaria y estilística (1943)
- Historia de la Literatura (1.a ed., 1945), texto para el cuarto año de educación secundaria, distinguido con el premio nacional conferido a las obras pedagógicas (1946)
- Flores místicas de El Murciélago (1945)
- ienrich y la generación del 85 (1945)
- Antología de Cervantes (1947);
- Semblanza y antología de Raúl Porras (1948)
- Introducción a los estudios de historia literaria (1952), obra merecedora del premio nacional a las obras pedagógicas (1952)
- Las generaciones en la cultura peruana del siglo XX (1953);
- Historia de la Literatura (1.ª ed., 1954), texto para el quinto año de educación secundaria
- Guía bibliográfica de la literatura peruana (1956)
- Peruanismos (1965), en coautoría.

Como compilador ha tenido a su cargo:
- Pasos de un peregrino son errante (1968), antología de escritos de Luis Alberto Sánchez producidos entre 1919 y 1968
- César Vallejo desde Europa, crónicas y artículos (1969,1987), acuciosa compilación de la obra periodística cumplida por César Vallejo a través de tres lustros (1923-1938)
- Obras completas de César Vallejo. Tomo II: artículos y crónicas, 1918-1939 (1997);
- Antología de Raúl Porras (1999);
- El legado quechua (1999), que forma parte de las Obras completas que el Instituto Raúl Porras auspicia.